# Тронгса
Тронгса (на дзонгкха: ཀྲོང་གསར་རྫོང་ཁག་) е един от 20-те окръга на Бутан. Населението му е 19 960 жители (по преброяване от май 2017 г.), а площта 1814 кв. км. Намира се в часова зона UTC+6. ISO 3166 – 2 кодът му е BT-32.